# Wiktor Magnus

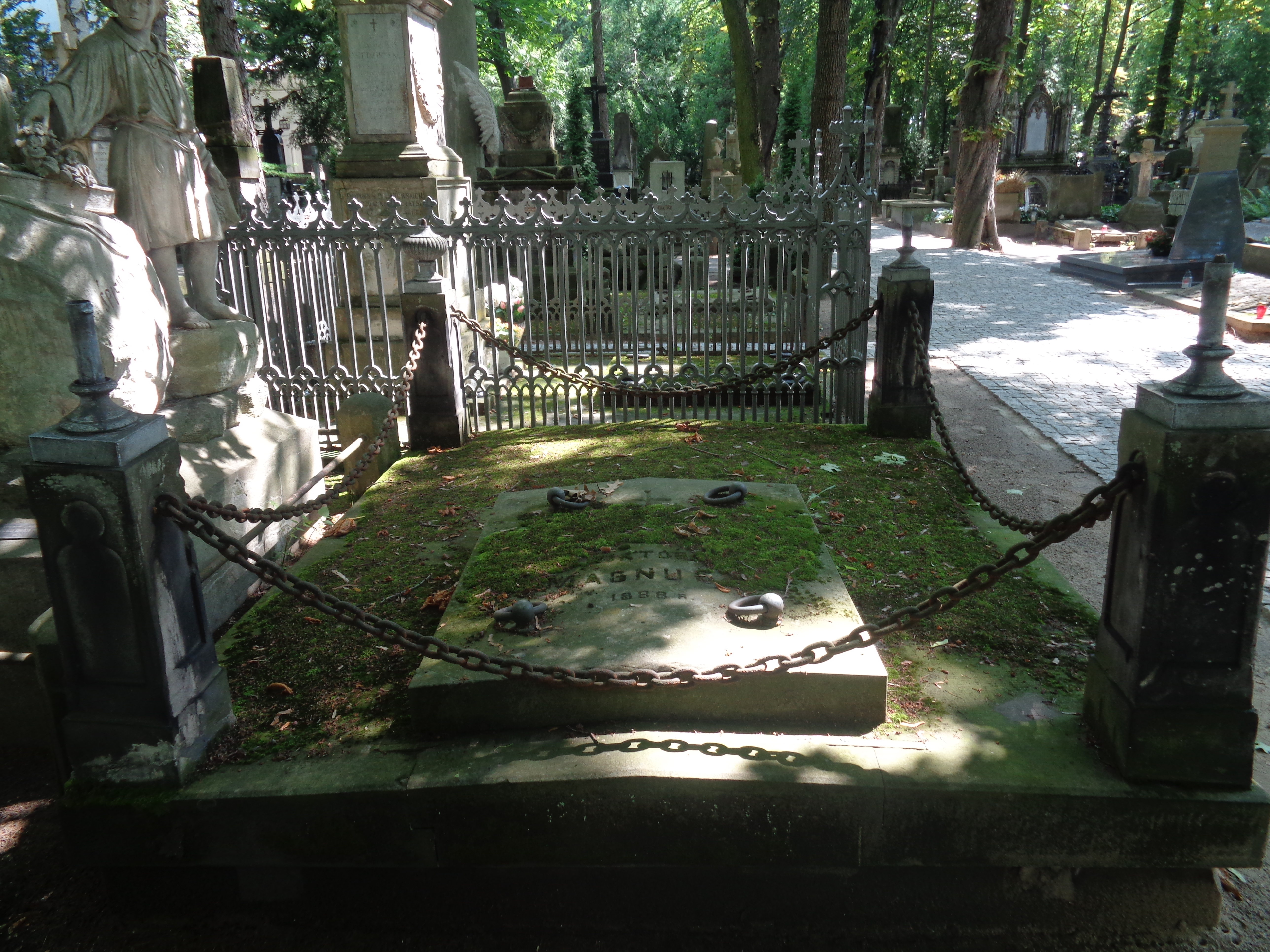
Grób Wiktora Magnusa na cmentarzu Powązkowskim

Wiktor Władysław Magnus (ur. 3 lipca 1833 w Warszawie, zm. 27 września 1912 tamże) – leśnik, przemysłowiec, społecznik. 

## Życiorys
Urodził się 3 lipca 1833 w Warszawie, w rodzinie Karola herbu Gierałt oraz Józefy z domu Mrozowskiej. Jego ojciec był kompozytorem i wydawcą utworów Fryderyka Chopina w Warszawie. W czerwcu 1851 zakończył naukę w Instytucie Gospodarstwa Wiejskiego i Leśnego na Marymoncie z bardzo dobrymi wynikami. Podjął pracę w leśnictwie – w 1863 po wybuchu powstania styczniowego został zwolniony z pracy.
Przeniósł się do Warszawy i wraz z Aleksandrem Makowieckim, Antonim Nagórnym i Julianem Statkowskim był współzałożycielem pierwszego w kraju Stowarzyszenia Spożywczego „Merkury”, którego później został dyrektorem.
W 1891 wspólnie z Henrykiem Hussem założył spółkę, której celem była budowa konnego tramwaju z placu Unii Lubelskiej do Wilanowa. W 1894 wprowadzono lokomotywy i wydłużono trasę - z Wilanowa przez Powsin, Klarysew, Jeziornę i Konstancin do Piaseczna.
W 1897 z jego hojności i przy poparciu władz Dusznik ustawiony został w Parku Zdrojowym pomnik Fryderyka Chopina.
Należał między innymi do:
- Warszawskiego Towarzystwa Dobroczynności,
  - wspierał Kasę Pożyczkową dla Przedsiębiorców,
  - wspierał Kasę Pożyczkową dla Rzemieślników i Robotników,
  - Towarzystwo Wzajemnej Pomocy Artystów Muzyków,
- wspierał fundusz założycielski Filharmonii Warszawskiej,
- Towarzystwa Zachęty Sztuk Pięknych w Warszawie, któremu ofiarował 20 obrazów mistrzów flamandzkich, francuskich, holenderskich, niemieckich i włoskich z XVII i XVIII wieku,

Żonaty z Marią z domu Głogowską, miał dwóch synów: Stanisława Edwarda i Władysława Romana. Zmarł w Warszawie i pochowany jest na warszawskich Powązkach.